# Chaetodon interruptus
El pez mariposa Chaetodon interruptus es un pez marino, de la familia de los Chaetodontidae. Su nombre común en inglés es Indian Ocean teardrop butterflyfish, o pez mariposa lágrima del Índico.

## Morfología
Posee la morfología típica de su familia, cuerpo ovalado y comprimido lateralmente, así como la línea vertical oscura que atraviesa los ojos, característica distintiva del género. El perfil dorsal de la cabeza es claramente cóncavo.
La coloración general del cuerpo es amarillo intenso, con un gran punto negro, con forma de lágrima, en el centro de la mitad superior del cuerpo. El hocico mide entre 25 y 33 mm.
Tiene entre 12 y 13 espinas dorsales, entre 21 y 23 radios blandos dorsales, 3 espinas anales y entre 18 y 20 radios blandos anales.
Alcanza los 20 cm de largo.

## Alimentación
Omnívoro, se alimenta de una variada dieta que comprende gusanos poliquetos, pólipos de corales, esponjas y algas filamentosas.

## Reproducción
Son dioicos, o de sexos separados, ovíparos, y de fertilización externa. El desove sucede antes del anochecer. Forman parejas durante el ciclo reproductivo, pero no protegen sus huevos y crías después del desove.

## Hábitat y comportamiento
Suele verse, tanto en arrecifes aplanados, ricos en crecimiento coralino, tanto blando como duro, así como en laderas más profundas. Normalmente los adultos se ven en parejas o en pequeños grupos. Es una especie común, con poblaciones estables.
Su rango de profundidad está entre 10 y 40 metros.

## Distribución geográfica
Se distribuye en aguas tropicales del océano Índico. Es especie nativa de Birmania; Comoros; India (Andaman Is., Nicobar Is.); Kenia; Madagascar; Maldivas; Mauricio; Mayotte; Mozambique; Reunión; Seychelles; Somalia; Sudáfrica; Sri Lanka; Tailandia y Tanzania.

## Galería

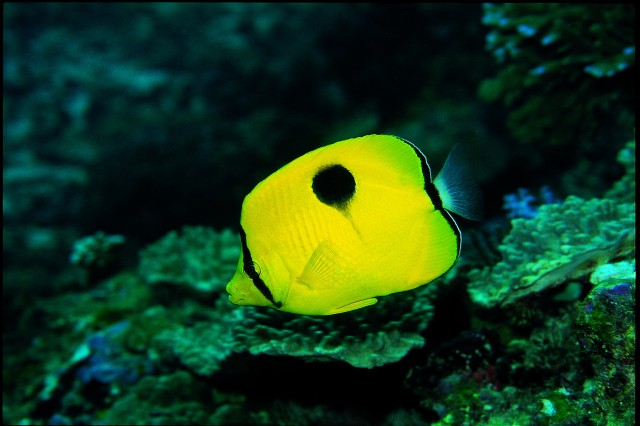
Ejemplar en Tailandia
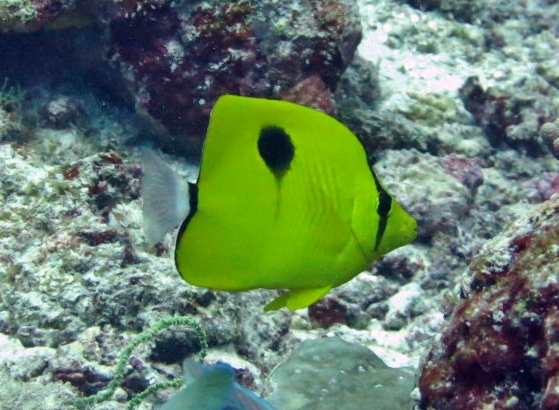
En el atolón Baa, Maldivas
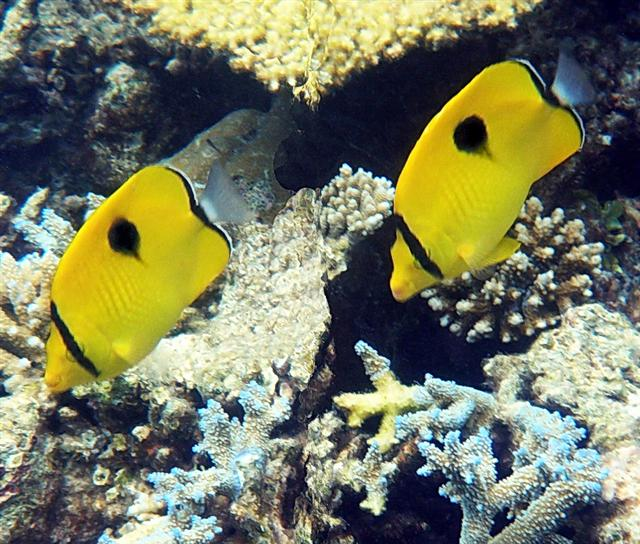
Pareja entre colonias de Acropora, Maldivas
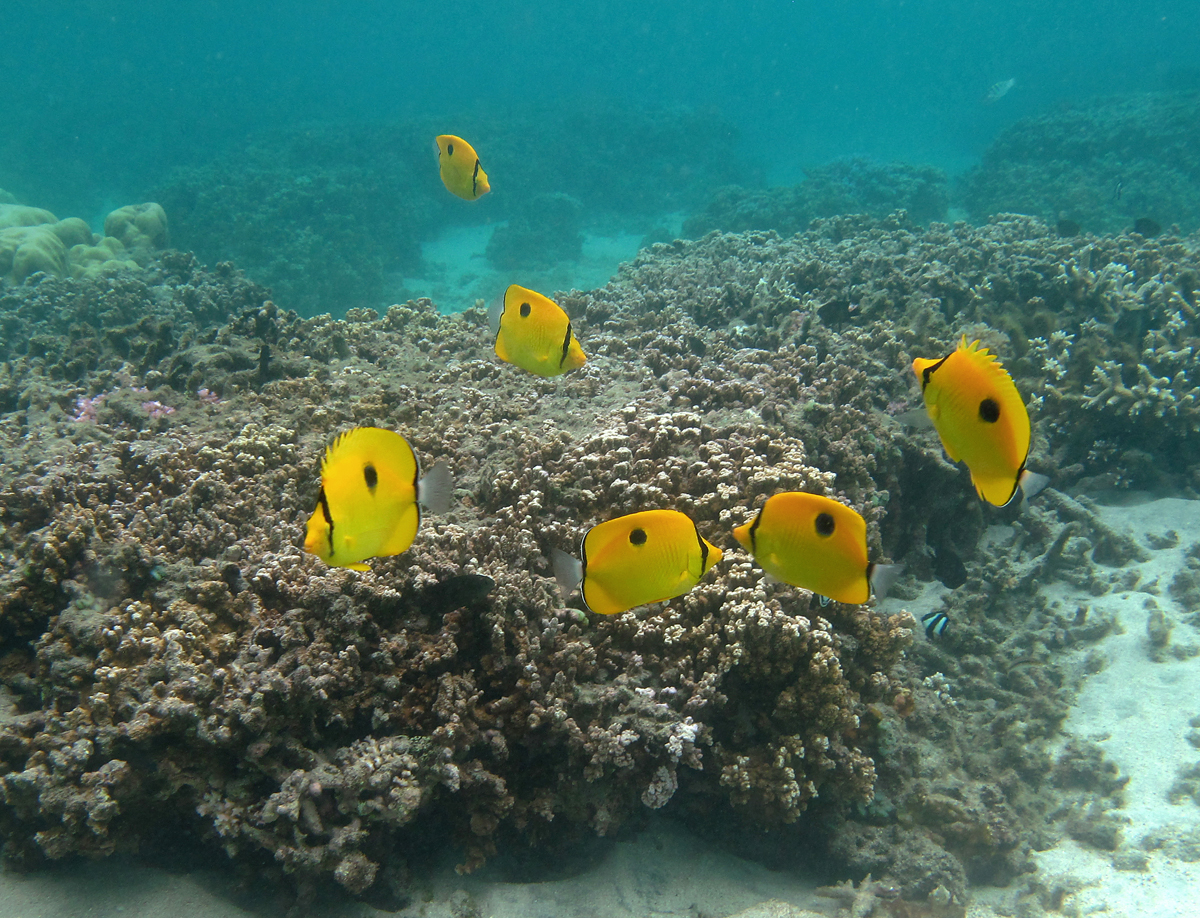
Grupo en Reunión
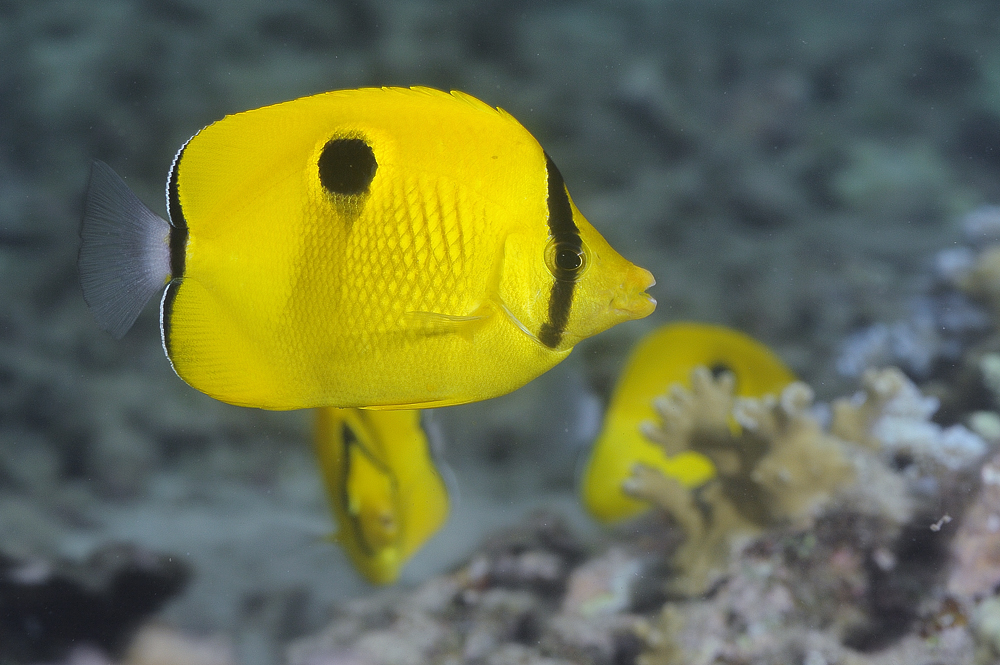
En Reunión
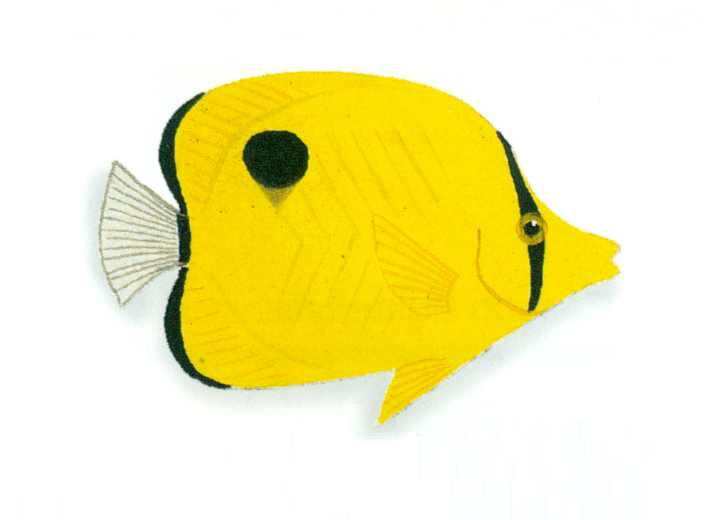
Ilustración de C. interruptus de Xavier Romero-Frías